# باتريك فلوريس
باتريك فلوريس (بالإنجليزية: Patrick Flores)‏ هو كاهن كاثوليكي أمريكي، ولد في 26 يوليو 1929 في غانادو في الولايات المتحدة، وتوفي في 9 يناير 2017 في سان أنطونيو في الولايات المتحدة.